# Liste des rivières du bassin de l'Harricana
Cette liste répertorie les rivières du bassin de l'Harricana.

## Tableau
| Nom                     | Longueur (km) | Confluence / Embouchure | Rive de confluence | Coordonnées de confluence    | Localisation de la confluence       | Coordonnées de la source     | Localisation de la source           |
| ----------------------- | ------------- | ----------------------- | ------------------ | ---------------------------- | ----------------------------------- | ---------------------------- | ----------------------------------- |
| Adam                    | 70            | Harricana               | Droite             | 49° 46′ 07″ N, 78° 33′ 27″ O | Eeyou Istchee Baie-James            | 49° 30′ 09″ N, 78° 13′ 02″ O | Eeyou Istchee Baie-James            |
| Again                   | 115           | Harricana               | Gauche             | 50° 55′ 46″ N, 79° 32′ 07″ O | Unorganized North Cochrane District | 50° 07′ 06″ N, 79° 39′ 57″ O | Unorganized North Cochrane District |
| Angle                   | 80            | Harricana               | Gauche             | 49° 59′ 44″ N, 78° 54′ 09″ O | Eeyou Istchee Baie-James            | 49° 38′ 15″ N, 78° 37′ 48″ O | Eeyou Istchee Baie-James            |
| Aulnes                  | 80            | Joncas                  | Gauche             | 50° 34′ 11″ N, 79° 02′ 32″ O | Eeyou Istchee Baie-James            | 50° 05′ 59″ N, 78° 46′ 07″ O | Eeyou Istchee Baie-James            |
| Authier                 | 36            | Lac Chicobi             | Ouest              | 48° 51′ 08″ N, 78° 34′ 13″ O | Lac-Chicobi                         | 48° 55′ 46″ N, 78° 46′ 04″ O | Authier-Nord                        |
| Baillairgé              | 10            | Lac La Motte            | Nord-est           | 48° 24′ 01″ N, 78° 00′ 12″ O | La Corne                            | 48° 20′ 00″ N, 77° 58′ 10″ O | La Corne                            |
| Berry                   | 38            | Harricana               | Gauche             | 48° 56′ 00″ N, 78° 08′ 49″ O | Lac-Chicobi                         | 48° 46′ 34″ N, 78° 19′ 04″ O | Berry                               |
| Boivin                  | 40            | Turgeon                 | Gauche             | 49° 15′ 24″ N, 79° 18′ 42″ O | Eeyou Istchee Baie-James            | 49° 00′ 49″ N, 79° 19′ 51″ O | Eeyou Istchee Baie-James            |
| Bourlamaque             | 72            | Lac Blouin              | Nord               | 48° 12′ 45″ N, 77° 43′ 20″ O | Val-d'Or                            | 47° 51′ 47″ N, 77° 54′ 13″ O | Val-d'Or                            |
| Breynat                 | 72            | Harricana               | Gauche             | 50° 36′ 10″ N, 79° 11′ 14″ O | Eeyou Istchee Baie-James            | 50° 10′ 22″ N, 79° 15′ 40″ O | Eeyou Istchee Baie-James            |
| Burntbush               | 80            | Turgeon                 | Gauche             | 49° 27′ 51″ N, 79° 32′ 42″ O | district de Cochrane                | 49° 36′ 54″ N, 80° 15′ 14″ O | district de Cochrane                |
| Burntbush Nord          | 21            | Burntbush               | Gauche             | 49° 39′ 04″ N, 80° 08′ 47″ O | district de Cochrane                | 49° 40′ 35″ N, 80° 15′ 10″ O | district de Cochrane                |
| Case                    | 54            | Kabika                  | Gauche             | 49° 17′ 26″ N, 79° 52′ 56″ O | district de Cochrane                | 49° 01′ 00″ N, 79° 55′ 37″ O | district de Cochrane                |
| Chabbie                 | 64            | Turgeon                 | Gauche             | 49° 30′ 15″ N, 79° 30′ 52″ O | Eeyou Istchee Baie-James            | 49° 41′ 21″ N, 79° 53′ 05″ O | district de Cochrane                |
| Chevalier               | 17            | Harricana               | Gauche             | 48° 32′ 37″ N, 78° 06′ 43″ O | Amos                                | 48° 33′ 27″ N, 78° 13′ 23″ O | Sainte-Gertrude-Manneville          |
| Chicobi                 | 45            | Lac Chicobi             | Sud-est            | 48° 50′ 31″ N, 78° 27′ 40″ O | Lac-Chicobi                         | 48° 41′ 22″ N, 78° 32′ 39″ O | Senneterre                          |
| Claire                  | 18            | Lac Mourier             | Sud-ouest          | 47° 57′ 24″ N, 78° 10′ 30″ O | Val-d'Or                            | 48° 08′ 06″ N, 78° 21′ 15″ O | Rouyn-Noranda                       |
| Coigny                  | 68            | Harricana               | Droite             | 49° 06′ 07″ N, 78° 03′ 06″ O | Eeyou Istchee Baie-James            | 48° 49′ 47″ N, 77° 48′ 12″ O | Eeyou Istchee Baie-James            |
| Colombière              | 29            | Bourlamaque             | Droite             | 48° 09′ 01″ N, 77° 38′ 37″ O | Val-d'Or                            | 48° 08′ 52″ N, 77° 27′ 37″ O | Senneterre                          |
| Corner                  | 95            | Harricana               | Gauche             | 50° 56′ 38″ N, 79° 35′ 03″ O | district de Cochrane                | 50° 17′ 49″ N, 79° 38′ 28″ O | district de Cochrane                |
| du Corset               | 40            | Turgeon                 | Droite             | 49° 31′ 09″ N, 79° 25′ 06″ O | Eeyou Istchee Baie-James            | 49° 23′ 23″ N, 79° 14′ 57″ O | Eeyou Istchee Baie-James            |
| Courville               | 33            | Senneville              | Droite             | 48° 17′ 23″ N, 77° 33′ 52″ O | Val-d'Or                            | 48° 27′ 28″ N, 77° 25′ 58″ O | Senneterre                          |
| Dalquier                | 13            | Davy                    | Droite             | 48° 44′ 44″ N, 78° 07′ 43″ O | Saint-Dominique-du-Rosaire          | 48° 43′ 10″ N, 78° 03′ 28″ O | Saint-Dominique-du-Rosaire          |
| Davy                    | 60            | Harricana               | Gauche             | 48° 49′ 25″ N, 78° 06′ 02″ O | Saint-Dominique-du-Rosaire          | 48° 37′ 31″ N, 78° 18′ 44″ O | Trécesson                           |
| Desboues                | 44            | Harricana               | Gauche             | 48° 57′ 36″ N, 78° 09′ 08″ O | Lac-Chicobi                         | 48° 51′ 25″ N, 78° 22′ 45″ O | Berry                               |
| Despreux                | 52            | Harricana               | Gauche             | 50° 30′ 54″ N, 79° 08′ 14″ O | Eeyou Istchee Baie-James            | 50° 10′ 55″ N, 79° 03′ 53″ O | Eeyou Istchee Baie-James            |
| du Détour               | 88            | Turgeon                 | Gauche             | 49° 56′ 20″ N, 79° 25′ 30″ O | Eeyou Istchee Baie-James            | 49° 43′ 44″ N, 79° 51′ 39″ O | district de Cochrane                |
| Fournière               | 27            | Lac Fournière           | Sud-Ouest          | 48° 03′ 18″ N, 78° 05′ 33″ O | Rivière-Héva                        | 48° 07′ 17″ N, 78° 14′ 26″ O | Rivière-Héva                        |
| Gale                    | 92            | Harricana               | Gauche             | 49° 19′ 16″ N, 78° 12′ 22″ O | Eeyou Istchee Baie-James            | 49° 09′ 22″ N, 78° 28′ 38″ O | Eeyou Istchee Baie-James            |
| Garneau                 | 26            | Turgeon                 | Gauche             | 49° 43′ 14″ N, 79° 24′ 49″ O | Eeyou Istchee Baie-James            | 49° 42′ 30″ N, 79° 33′ 10″ O | district de Cochrane                |
| Harricana               | 533           | Baie James              | Sud                | 51° 10′ 00″ N, 79° 47′ 50″ O | district de Cochrane                | 48° 11′ 45″ N, 77° 44′ 50″ O | Val-d'Or                            |
| Héva                    | 22            | Lac Malartic            | Sud-ouest          | 48° 14′ 42″ N, 78° 09′ 50″ O | Rivière-Héva                        | 48° 11′ 41″ N, 78° 18′ 55″ O | Rouyn-Noranda                       |
| Joncas                  | 157           | Harricana               | Droite             | 50° 44′ 41″ N, 79° 20′ 03″ O | Eeyou Istchee Baie-James            | 49° 59′ 40″ N, 78° 24′ 10″ O | Eeyou Istchee Baie-James            |
| Kabika                  | 70            | Burntbush               | Droite             | 49° 25′ 19″ N, 79° 47′ 25″ O | district de Cochrane                | 49° 01′ 22″ N, 79° 52′ 10″ O | district de Cochrane                |
| Kabika Est              | 57            | Kabika                  | Droite             | 49° 23′ 49″ N, 79° 49′ 42″ O | district de Cochrane                | 49° 06′ 33″ N, 79° 45′ 03″ O | district de Cochrane                |
| Kadabakato              | 33            | Wawagosic               | Droite             | 49° 34′ 09″ N, 78° 58′ 44″ O | Eeyou Istchee Baie-James            | 49° 27′ 29″ N, 78° 47′ 59″ O | Eeyou Istchee Baie-James            |
| Kenning                 | 22            | Case                    | Gauche             | 49° 22′ 04″ N, 80° 11′ 59″ O | district de Cochrane                | 49° 08′ 26″ N, 80° 03′ 48″ O | district de Cochrane                |
| Kesagami                | 230           | Harricana               | Gauche             | 51° 08′ 47″ N, 79° 46′ 49″ O | district de Cochrane                | 49° 41′ 37″ N, 80° 20′ 51″ O | district de Cochrane                |
| Kibisakatciwi           | 12            | Authier                 | Gauche             | 48° 56′ 19″ N, 78° 38′ 40″ O | Rivière-Ojima                       | 48° 57′ 57″ N, 78° 43′ 53″ O | Rivière-Ojima                       |
| La Corne                | 22            | Harricana               | Droite             | 48° 14′ 52″ N, 77° 58′ 22″ O | Val-d'Or                            | 48° 21′ 57″ N, 77° 54′ 41″ O | La Corne                            |
| Laine                   | 31            | Harricana               | Droite             | 48° 11′ 42″ N, 77° 55′ 54″ O | Val-d'Or                            | 48° 21′ 09″ N, 77° 51′ 58″ O | La Corne                            |
| Landrienne              | 39            | Harricana               | Droite             | 48° 30′ 59″ N, 78° 05′ 58″ O | Amos                                | 48° 25′ 02″ N, 77° 48′ 43″ O | Landrienne                          |
| Lawagamau               | 215           | Kesagami                | Droite             | 51° 03′ 57″ N, 79° 43′ 55″ O | district de Cochrane                | 49° 44′ 18″ N, 79° 59′ 29″ O | district de Cochrane                |
| Malartic                | 32            | Lac Malartic            | Sud                | 48° 12′ 27″ N, 78° 06′ 29″ O | Rivière-Héva                        | 48° 08′ 43″ N, 78° 12′ 57″ O | Rivière-Héva                        |
| Malouin                 | 77            | Harricana               | Gauche             | 50° 42′ 03″ N, 79° 19′ 23″ O | Eeyou Istchee Baie-James            | 50° 11′ 51″ N, 79° 17′ 26″ O | Eeyou Istchee Baie-James            |
| Mannerelle              | 100           | Malouin                 | Gauche             | 50° 35′ 26″ N, 79° 19′ 01″ O | Eeyou Istchee Baie-James            | 50° 03′ 26″ N, 79° 19′ 46″ O | Eeyou Istchee Baie-James            |
| Martel                  | 12            | Peter-Brown             | Gauche             | 48° 32′ 09″ N, 77° 55′ 56″ O | Landrienne                          | 48° 28′ 40″ N, 77° 51′ 14″ O | Landrienne                          |
| Martigny                | 40            | Turgeon                 | Gauche             | 49° 59′ 18″ N, 79° 00′ 53″ O | Eeyou Istchee Baie-James            | 50° 07′ 47″ N, 79° 11′ 42″ O | Eeyou Istchee Baie-James            |
| Mikwam                  | 92            | Burntbush               | Droite             | 49° 33′ 48″ N, 79° 55′ 28″ O | district de Cochrane                | 49° 15′ 26″ N, 80° 13′ 48″ O | district de Cochrane                |
| Mikwam Est              | 22            | Mikwam                  | Droite             | 49° 33′ 48″ N, 79° 55′ 29″ O | district de Cochrane                | 49° 16′ 33″ N, 80° 01′ 53″ O | district de Cochrane                |
| Miniac                  | 36            | Harricana               | Droite             | 48° 59′ 33″ N, 78° 08′ 13″ O | Lac-Chicobi                         | 48° 55′ 54″ N, 77° 58′ 35″ O | Saint-Dominique-du-Rosaire          |
| Mistaouac               | 39            | Wawagosic               | Gauche             | 49° 44′ 00″ N, 78° 56′ 20″ O | Eeyou Istchee Baie-James            | 49° 32′ 26″ N, 78° 45′ 04″ O | Eeyou Istchee Baie-James            |
| Ménard                  | 40            | Wawagosic               | Gauche             | 49° 24′ 28″ N, 78° 59′ 18″ O | Eeyou Istchee Baie-James            | 49° 11′ 22″ N, 79° 00′ 53″ O | Eeyou Istchee Baie-James            |
| Obalski                 | 30            | Lac Obalski             | Nord-est           | 48° 45′ 56″ N, 77° 55′ 54″ O | Saint-Dominique-du-Rosaire          | 48° 49′ 29″ N, 77° 53′ 06″ O | Saint-Dominique-du-Rosaire          |
| Obalski Sud             | 22            | Obalski                 | Gauche             | 48° 45′ 19″ N, 77° 52′ 38″ O | Saint-Dominique-du-Rosaire          | 48° 40′ 33″ N, 77° 50′ 03″ O | Amos                                |
| Octave                  | 60            | Harricana               | Gauche             | 49° 04′ 37″ N, 78° 08′ 03″ O | Eeyou Istchee Baie-James            | 48° 52′ 59″ N, 78° 28′ 50″ O | Lac-Chicobi                         |
| Ojima                   | 22            | Lac Turgeon             | Sud-est            | 48° 59′ 19″ N, 78° 58′ 53″ O | Rivière-Ojima                       | 48° 53′ 48″ N, 78° 56′ 38″ O | Authier-Nord                        |
| Patten                  | 70            | Turgeon                 | Gauche             | 49° 27′ 28″ N, 79° 32′ 41″ O | district de Cochrane                | 49° 06′ 52″ N, 79° 28′ 37″ O | district de Cochrane                |
| de la Perdrix           | 86            | Wawagosic               | Gauche             | 49° 20′ 44″ N, 78° 50′ 41″ O | Eeyou Istchee Baie-James            | 48° 58′ 33″ N, 78° 40′ 09″ O | Rivière-Ojima                       |
| Peter-Brown             | 23            | Landrienne              | Droite             | 48° 30′ 04″ N, 77° 58′ 57″ O | Landrienne                          | 48° 37′ 44″ N, 77° 54′ 05″ O | La Corne                            |
| Petite rivière Héva     | 21            | Héva                    | Droite             | 48° 12′ 47″ N, 78° 10′ 46″ O | Rivière-Héva                        | 48° 09′ 47″ N, 78° 14′ 31″ O | Rivière-Héva                        |
| Petite rivière Turcotte | 18            | Turcotte                | Gauche             | 49° 36′ 09″ N, 79° 38′ 15″ O | district de Cochrane                | 49° 41′ 50″ N, 79° 42′ 33″ O | district de Cochrane                |
| Piché                   | 16            | Lac Lemoine             | Nord-ouest         | 48° 04′ 54″ N, 77° 53′ 04″ O | Val-d'Or                            | 48° 05′ 48″ N, 78° 01′ 53″ O | Val-d'Or                            |
| Plamondon               | 78            | Harricana               | Gauche             | 49° 37′ 26″ N, 78° 31′ 11″ O | Eeyou Istchee Baie-James            | 49° 14′ 28″ N, 78° 31′ 26″ O | Eeyou Istchee Baie-James            |
| Rouget                  | 37            | Joncas                  | Gauche             | 50° 13′ 03″ N, 78° 39′ 11″ O | Eeyou Istchee Baie-James            | 50° 03′ 14″ N, 78° 33′ 15″ O | Eeyou Istchee Baie-James            |
| Sabourin                | 23            | Bourlamaque             | Droite             | 48° 03′ 41″ N, 77° 41′ 21″ O | Val-d'Or                            | 47° 59′ 17″ N, 77° 39′ 41″ O | Val-d'Or                            |
| Senneville              | 30            | Lac Blouin              | Nord               | 48° 13′ 44″ N, 77° 43′ 25″ O | Val-d'Or                            | 48° 19′ 15″ N, 77° 25′ 58″ O | Senneterre                          |
| Théo                    | 117           | Turgeon                 | Droite             | 49° 57′ 05″ N, 79° 10′ 18″ O | Eeyou Istchee Baie-James            | 49° 24′ 58″ N, 79° 15′ 14″ O | Eeyou Istchee Baie-James            |
| Turcotte                | 58            | Turgeon                 | Gauche             | 49° 30′ 54″ N, 79° 30′ 09″ O | Eeyou Istchee Baie-James            | 49° 41′ 54″ N, 79° 48′ 00″ O | district de Cochrane                |
| Turgeon                 | 211           | Harricana               | Gauche             | 50° 00′ 30″ N, 78° 55′ 58″ O | Eeyou Istchee Baie-James            | 49° 02′ 36″ N, 79° 03′ 30″ O | Eeyou Istchee Baie-James            |
| Wawagosic               | 205           | Turgeon                 | Droite             | 49° 57′ 51″ N, 79° 05′ 30″ O | Eeyou Istchee Baie-James            | 49° 00′ 02″ N, 78° 36′ 04″ O | Lac-Chicobi                         |

## Pour approfondir